# Vương Đôn
Vương Đôn (chữ Hán: 王敦, 266 – 324), tự Xử Trọng, tên lúc nhỏ là A Hắc, người Lâm Nghi, Lang Gia , quyền thần, tướng lĩnh nhà Đông Tấn trong lịch sử Trung Quốc.

## Thân thế
Đôn là thành viên của sĩ tộc Lang Gia Vương thị. Ông nội là Vương Lãm, em trai khác mẹ của Thái bảo Vương Tường nhà Tây Tấn – một trong Nhị thập tứ hiếu. Lãm được phong tước Tức Khâu tử, làm đến Quang lộc đại phu.
Bác cả là Vương Tài, được kế tự Vương Lãm, sanh ra Vương Đạo, về sau là Tư đồ nhà Đông Tấn. Cha là Vương Cơ, con trai thứ hai của Vương Lãm, được làm đến Trị thư thị ngự sử.
Đôn là con trai thứ hai của Vương Cơ, có anh trai là Vương Hàm, tự Xử Hoằng. Đôn lớn hơn Vương Đạo đến 10 tuổi, nên ông là anh họ của ông ta (tòng phụ huynh).

## Khởi nghiệp
Đôn mày thưa mắt sáng, tính giản dị, có tài bình giá, làu thông Tả truyện, mở miệng không nhắc đến tiền tài, rất chuộng Thanh đàm. Ngoài ra, mắt Đôn có 2 đồng tử. Thiếu thời Đôn nổi tiếng ở quê nhà, có giọng nói quê mùa . còn ở kinh sư, chẳng ai biết Đôn, chỉ có anh họ xa (tộc huynh) Vương Nhung (con trai Vương Hồn) xem trọng ông.
Đôn được lấy con gái của Tấn Vũ đế là Tương Thành công chúa làm vợ, bái làm Phò mã đô úy, trừ chức Thái tử xá nhân. Thái tư tẩy mã Phan Thao thấy tròng mắt của Đôn thì nói rằng: “Xử Trọng mắt ong đã lộ, những tiếng sói chưa vang,  nếu không ăn người, cũng sẽ bị người ăn.” 
Đến khi Thái tử Tư Mã Duật bị phế, chịu dời đi Hứa Xương (300 ), hoàng hậu Giả Nam Phong thừa chiếu không cho quan thuộc của Đông cung đưa tiễn; Đôn cùng bọn tẩy mã Giang Thống, Phan Thao, xá nhân Đỗ Nhuy, Lỗ Dao đứng ở bên đường chảy nước mắt vái chào. Vì thế bọn Đôn bị Tư lệ hiệu úy Mãn Phấn bắt vào ngục, nhưng một số ngay lập tức được Nhạc Quảng tự ý thả ra trong phạm vi quản hạt của ông ta, những người còn lại nhờ Tôn Diễm thuyết phục Giả Mật, cũng được thả ra. Bọn Đôn được người đương thời khen ngợi, sau đó ông được thăng làm Hoàng môn thị lang.

## Lập thân thời loạn
Triệu vương Tư Mã Luân soán ngôi, vì chú của Đôn là Vương Ngạn (con trai thứ năm của Vương Lãm) đang làm Duyện Châu thứ sử, nên Luân sai ông úy lạo Ngạn. Gặp lúc chư vương nổi dậy, Ngạn nhận hịch của Tề vương Tư Mã Quýnh, nhưng sợ binh mã của Luân hùng mạnh, không dám nghe lệnh; Đôn khuyên ông ta dấy binh hưởng ứng, nên Ngạn mới có công lao. Tấn Huệ đế trở lại ngôi báu (307 ), anh họ xa (tộc huynh) của Đôn là Tư đồ Vương Diễn (cháu gọi Vương Hồn bằng bác) thăng ông làm Tán kỵ thường thị, Tả vệ tướng quân, Đại hồng lư, Thị trung, ra trừ Quảng vũ tướng quân, Thanh Châu thứ sử.
Đầu niên hiệu Vĩnh Gia thời Tấn Hoài đế, Đôn được trưng làm Trung thư giám, bèn đem hết thị tỳ bồi giá của công chúa gả cho tướng sĩ, vàng bạc châu báu chia cho mọi người, chỉ còn một cỗ xe để quay về Lạc Dương. Tháng 3 ÂL năm Vĩnh Gia thứ 3 (309 ), Đông Hải vương Tư Mã Việt từ Huỳnh Dương đến chầu, Đôn nói với người thân rằng: “Bây giờ uy quyền đều ở trong tay Thái phó, nên việc tuyển dụng bộc lộ ý riêng, nhưng thượng thư vẫn dựa vào chế độ cũ mà chọn lựa; nay thái phó đến, ắt có giết chóc.” Ít lâu sau Việt bắt giữ bọn Trung thư lệnh Mâu Bá hơn 10 người rồi giết chết. Việt lấy Đôn làm Dương Châu thứ sử, Phan Thao nói: “Nay cho Xử Trọng thụ chức ở Giang Ngoại, khiến ông ta lấy lòng cường hào ở đấy, là tạo ra giặc đấy.” Việt không nghe.
Năm thứ 4 (310 ), Thái phó Tư Mã Việt trưng bái Đôn làm Thượng thư, còn gọi người Ngô Hưng là Kiến vũ tướng quân Tiền Khoái đưa quân về Lạc Dương. Khoái ngầm mưu giết Đôn rồi làm phản, ông biết được, chạy đi thông báo với Lang Gia vương Tư Mã Duệ, được Duệ vời làm An Đông quân tư tế tửu, nên không về Lạc Dương nữa.

## Giúp dựng Đông Tấn
Gặp lúc Dương Châu thứ sử Lưu Đào mất (311 ), Tư Mã Duệ lấy Đôn làm Dương Châu thứ sử, gia Quảng vũ tướng quân. Ít lâu sau Đôn được tiến làm Tả tướng quân, Đô đốc chinh thảo chư quân sự, Giả tiết. Ít lâu sau Đôn cùng bọn Cam Trác đánh dẹp Giang Châu thứ sử Hoa Dật (cháu họ của Hoa Hâm), chém ông ta.
Năm thứ 6 (312 ), người gốc Thục là Đỗ Thao khởi nghĩa, Kinh Châu thứ sử Vương Trừng sợ hãi muốn chạy, Nguyên đế biết được, bèn triệu Trừng về làm Quân tư tế tửu, lấy Quân tư tế tửu Chu Nghĩ thay thế. Nhưng Chu Nghĩ vừa đến châu thì đã lui chạy, Đôn sai bọn Vũ Xương thái thú Đào Khản, Dự Chương thái thú Chu Phóng đánh dẹp, còn mình tiến giữ Dự Chương, làm hậu viện cho chư quân. Vương Trừng cho rằng tài năng của mình hơn hẳn Đôn, thanh danh cũng vượt trên ông, nên tỏ ra khinh nhờn. Đôn giận, vu cáo Trừng tư thông với Đỗ Thao, rồi sai tráng sĩ chẹn đường giết ông ta. Thủ lãnh lưu dân Quan Trung là Vương Như bị dồn vào đường cùng, đành xin hàng Đôn; em họ của ông (tòng đệ) là Vương Lăng yêu thích dũng lực của Vương Như, xin lấy hắn ta làm thủ hạ. Đến khi Khản phá được Thao, Đôn tiến cử Khản làm Kinh Châu thứ sử. Sau đó Khản bị thủ lãnh nghĩa quân ở Kinh Châu là Đỗ Tăng đánh bại, Đôn nhận mình sắp xếp sai lầm, tự biếm làm Quảng vũ tướng quân, Tư Mã Duệ không đồng ý. Xét công diệt Thao, Đôn có danh nghĩa là nguyên soái nên được tiến làm Trấn đông đại tướng quân, Khai phủ nghi đồng tam tư, gia Đô đốc Giang Dương Kinh Tương Giao Quảng 6 châu chư quân sự, Giang Châu thứ sử, phong Hán An hầu. Như thế Đôn bắt đầu được tự chọn quan thuộc, nắm quyền ở châu quận. Ít lâu sau bộ tướng của Đỗ Thao là Đỗ Hoằng chạy đi Quảng Châu, xin đánh nghĩa quân ở Quế Lâm để chuộc tội; Đôn đồng ý. Nhưng Hoằng bị Khản chặn lối, bèn đến hàng Linh Lăng thái thú Doãn Phụng, Phụng đưa Hoằng đến gặp Đôn; ông lấy hắn làm tướng, đãi ngộ hậu hĩ. Còn có người Nam Khang là Hà Khâm chiếm cứ nơi hiểm yếu, tụ tập mấy ngàn người, Đôn gia chức cho hắn làm Tứ phẩm tướng quân. Từ ấy hành vi chuyên quyền của Đôn ngày càng rõ rệt.
Tư Mã Duệ lên ngôi (317 ), tức là Tấn Nguyên đế, Đôn lại được thăng làm Chinh nam đại tướng quân, Khai phủ như cũ. Nhà Đông Tấn ổn định ở Giang Đông, Đôn được bái làm Thị trung, Đại tướng quân, Giang Châu mục. Đôn sai bộ tướng Chu Quỹ, Triệu Dụ đánh dẹp Đỗ Tăng, nhưng họ bị Tăng giết chết; Đôn tự biếm, chịu miễn chức thị trung, còn từ chối chức Mục không bái. Ít lâu sau triều đình gia Đôn làm Kinh Châu mục; ông dâng sớ từ chối chức Mục, đế giáng chiếu vỗ về, không đồng ý. Đôn lại cố từ chức Mục, xin làm Thứ sử.

## Dấy binh gây loạn
Ban đầu Đôn siêng năng để ra vẻ gắng gỏi, ưa chuộng thanh đàm để tỏ ra thanh nhã, không hề nhắc đến tiền tài sắc dục. Tư Mã Duệ mới nắm Giang Đông, uy danh chưa rõ, Đôn cùng em họ Vương Đạo đồng lòng giúp rập, dựng nên nhà Đông Tấn, người đương thời nói rằng: “Vương và Mã, chung thiên hạ.” Đến nay Đôn đã có được tiếng tăm, lại lập công lớn ở Giang Tả, chuyên nhiệm ở châu lớn bên ngoài, nắm giữ binh lực hùng mạnh, thủ hạ đều được quý hiển, oai quyền cả nước không ai sánh bằng, thì bắt đầu ham muốn khống chế triều đình, nảy sinh ý đồ lấn át hoàng đế . Đôn giết Vũ Lăng nội sử Hướng Thạc, Tấn Nguyên đế vừa sợ vừa ghét, bèn lấy bọn Lưu Ngôi, Điêu Hiệp làm tâm phúc, ngày càng chèn ép người nhà họ Vương; trong khi Vương Đạo chăm chỉ giữ phận, bình đạm như cũ, thì Đôn tỏ ra bất bình, vì thế bắt đầu kết hiềm khích. Đôn lại dâng sớ kể nỗi oan khuất của Vương Đạo, nói rằng xưa nay trung thần bị nhà vua nghi ngờ, là bọn người ruồi nhặng chen vào ở giữa, nhằm cảm động thiên tử; sớ gởi đến kinh sư, Vương Đạo niêm phong rồi gởi trả lại; Đôn tiếp tục gởi đến, rồi tâu lên. Nguyên đế nhận sớ, lại càng kiêng kỵ Đôn, ngay trong đêm triệu Tiếu vương Tư Mã Thừa để hỏi nên làm sao, Thừa khuyên đế sớm trừ bỏ Đôn để tránh hậu hoạn. Ít lâu sau Đôn được gia Vũ bảo, Cổ xuy, thêm tòng sự trung lang, duyện chúc, xá nhân đều 2 người.
Đến khi Tương Châu thứ sử Cam Trác chịu dời sang Lương Châu (321 ), Đôn muốn lấy Tòng sự trung lang Trần Ban thay ông ta, Nguyên đế theo kế của Lưu Ngôi, lấy Tiếu vương Tư Mã Thừa giữ Tương Châu. Năm sau (321 ), Nguyên đế lấy Lưu Ngôi làm Trấn bắc tướng quân, Đái Uyên  làm Chinh tây tướng quân, bắt hết nô bộc ở Dương Châu làm lính, đánh tiếng là chống người Hồ, thực là ngăn ngừa Đôn.
Năm Vĩnh Xương đầu tiên (322 ), Đôn soái quân quay về kinh sư, mượn danh nghĩa trừng trị Lưu Ngôi, dâng sớ kể tội ông ta. Người Ngô Hưng là Thẩm Sung dấy binh hưởng ứng Đôn. Đôn đến Vu Hồ, lại dâng biểu kể tội Điêu Hiệp. Nguyên đế cả giận, giáng chiếu nói ai giết được Đôn, sẽ phong tước hầu có thực ấp 5000 hộ; triệu Đái Uyên, Lưu Ngôi hội họp ở kinh sư. Anh trai của Đôn là Vương Hàm, bấy giờ đang làm Quang lộc huân, bỏ trốn về với Đôn.
Đôn đến Thạch Đầu, muốn đánh Lưu Ngôi đang ở kim thành (tức nha thành) của Kiến Khang, Đỗ Hoằng đề nghị tấn công Thạch Đầu, vì tướng giữ thành là Chu Trát không biết dùng binh. Đôn nghe theo, lấy Hoằng làm tiền phong để đánh thành Thạch Đầu; quả nhiên Trát mở cửa, nạp thành cho Hoằng. Đế sai bọn Lưu Ngôi, Điêu Hiệp, Đái Uyên tấn công Thạch Đầu; Đôn liên tiếp đánh bại quan quân, rồi trở lại Thạch Đầu, đóng binh không vào triều kiến, buông thả binh sĩ cướp bóc khắp nơi. Người trong cung cấm tan chạy, chỉ còn Lưu Siêu nắm trực vệ và 2 thị trung ở lại bên cạnh hoàng đế. Nguyên đế cởi áo giáp, vận triều phục, ngoảnh lại mà nói rằng: “Muốn vị trí của ta, hãy sớm dọn đường, ta sẽ tự về Lang Gia, sao lại bức bách trăm họ như vầy!” Triều đình đại xá, lấy Đôn làm Thừa tướng, Giang Châu mục, tiến tước Vũ Xương quận công, thực ấp vạn hộ, sai Thái thường Tuân Tung đi bái, còn gia Vũ bảo, Cổ xuy; ông đều vờ từ chối không nhận. Sau đó Đôn bắt giết Chu Nghĩ, Đái Uyên.

## Khống chế triều đình
Đôn quay về Vũ Xương, giết hại nhiều trung lương, trao chức cho thân tín: lấy anh trai Vương Hàm làm Vệ tướng quân, Đô đốc Miện Nam quân sự, Lĩnh Nam Man hiệu úy, Kinh Châu thứ sử, lấy Nghĩa Dương thái thú Nhâm Âm làm Đốc Hà Bắc chư quân sự, Nam trung lang tương, ngoài ra ông còn tự làm Đốc Ninh, Ích 2 châu.
Năm Thái Ninh đầu tiên (323 ), Tấn Minh đế nối ngôi, Đôn đánh tiếng để triều đình trưng mình, vì thế Minh đế tự tay làm chiếu trưng ông. Sau đó triều đình sai Kiêm Thái thường Ứng Chiêm bái thụ Đôn gia Hoàng việt, đội nghi lễ Ban kiếm, Vũ bôn 20 người, tâu việc không xưng tên, vào chầu không bước rảo, được đeo kiếm lên điện. Đôn dời trị sở về Cô Thục, Minh đế sai Thị trung Nguyễn Phu đem bò rượu khao quân; Đôn xưng bệnh không gặp, sai chủ bộ nhận chiếu. Triều đình lấy Vương Đạo làm Tư đồ, Đôn tự nhận chức Dương Châu mục.
Đôn đã đắc chí, ngày càng kiêu mạn, bốn phương cống nạp phần nhiều đưa vào phủ của mình, bày biện nghi lễ dành cho Thừa tướng và Đại tướng quân rồi mới ra khỏi cửa; dời anh trai Vương Hàm làm Chinh đông tướng quân, Đô đốc Dương Châu, Giang Tây chư quân sự, em họ Vương Thư nắm Kinh Châu, Vương Bân nắm Giang Châu, Vương Thúy nắm Từ Châu. Hàm tính hung ác, tham lam, ngang ngược và tàn bạo, lại thêm thói xa xỉ, nhờ Đôn nâng đỡ mà có được địa vị cao quý. Đôn lấy Thẩm Sung, Tiền Phượng làm mưu chủ, Gia Cát Dao, Đặng Nhạc, Chu Phủ, Lý Hằng, Tạ Ung làm nanh vuốt. Bọn Sung đều hung ác càn rỡ, cùng nhau xúi giục Đôn, giết chóc theo ý riêng; lại còn xây dựng phủ đệ, chiếm đoạt ruộng vườn, quật phá mộ cổ, cướp bóc chợ búa, khiến cho quan dân chán nản, đều cho rằng họ ắt bại vong. Dự Chương thái thú Vương Lăng ngày đêm can ngăn, khiến Đôn giận, ngầm xui Vương Như giết Lăng, rồi bắt giết Như để bịt miệng.
Đôn không có con trai, nuôi con trai của Hàm là Vương Ứng. Đến khi Đôn bệnh nặng, bèn bái Ứng làm Vũ vệ tướng quân để giúp đỡ mình. Tiền Phượng khuyên Đôn gởi gắm hậu sự cho Ứng, Đôn nói: “Việc phi thường, há người thường có thể làm được! Sau khi ta chết, chẳng bằng giải tán quân đội, theo về triều đình, bảo toàn môn hộ, ấy là thượng kế đấy. Lui về Vũ Xương, thu binh tự giữ, cống hiến không bỏ, là trung kế đấy. Ngay khi tôi còn sống, dốc lực lượng về kinh, may ra thành công, là hạ kế đấy.” Phượng nói với đồng đảng rằng: “Hạ kế của ngài ấy, mới là thượng sách đấy.” Rồi cùng Thẩm Sung định mưu, đợi sau khi Đôn chết thì nổi loạn.
Đôn kiêng dè Chu Trát, diệt tộc của ông ta rồi giết ông ta. Bọn Thường tòng đốc Nhiễm Tằng, Công Thừa Hùng là tâm phúc của Tấn Nguyên đế, Đôn bèn hại họ. Đôn cho rằng túc vệ còn nhiều, tấu lên đòi chia làm 3 phiên nghỉ 2. Đến khi Đôn bệnh nặng, triều đình giáng chiếu sai Thị trung Trần Quỹ, Tán kỵ thường thị Ngu Phỉ thăm hỏi. Bấy giờ Minh đế sắp đánh dẹp Đôn, vi hành đến Vu Hồ, dò xét doanh lũy của ông, còn nhiều lần sai đại thần hỏi dò nơi ở của ông; sau đó triều đình thăng Vương Hàm làm Phiếu kỵ đại tướng quân, Khai phủ nghi đồng tam tư, con Hàm là Vương Du làm Tán kỵ thường thị.

## Dấy binh lần nữa
Đôn lấy Ôn Kiệu làm Đan Dương doãn, muốn sai ông ta dò xét triều đình; nhưng Kiệu về kinh sư, lại trình bày âm mưu của Đôn. Minh đế đã hạ quyết tâm ra tay, nhưng biết Đôn được người đời sợ phục, bèn nói dối rằng ông đã chết, hạ chiếu luận tội ông và đồng đảng, điều động binh mã các nơi đánh dẹp. Bệnh tình của Đôn chuyển nặng, không thể cầm binh, sai bọn Tiền Phượng, Đặng Nhạc, Chu Phủ soái 3 vạn hướng về kinh sư. Hàm nói Đôn rằng: “Đây là việc nhà, tôi nên đảm đương.” Vì thế Đôn lấy Hàm làm nguyên soái. Bọn Phượng hỏi Đôn rằng: “Ngày làm xong việc, đối với thiên tử thế nào?” Đôn nói: “Chưa tế Nam giao, làm sao xưng thiên tử! Hãy làm hết khả năng của anh, chỉ cần bảo hộ Đông Hải vương (tức Tư Mã Xung) và Bùi phi (vợ của Tư Mã Việt) mà thôi.” Đôn bèn dâng sớ kể tội Ôn Kiệu, lấy danh nghĩa dấy binh trừ gian thần.
Minh đế sai bọn Trung quân tư mã Tào Hồn đánh bại Hàm ở Việt Thành; Đôn nghe tin, giận nói: “Anh ta như con ở già vậy, môn hộ suy rồi! Anh em tài kiêm văn võ như Thế Tương (tức Vương Dị, cũng là em con dì của Tấn Nguyên đế), Xử Quý (chưa rõ là ai) đều mất sớm, việc đời này lỡ rồi!” Lại nói với Tham quân Lữ Bảo rằng: “Tôi nên gắng gượng.” Vì thế Đôn chống tay để đứng dậy, nhưng mỏi mệt nằm bẹp trở lại.
Bọn Tiền Phượng đến kinh sư, đóng đồn ở bờ nam. Minh đế đích thân soái Lục quân đón đánh phản quân, liên tiếp thắng lợi. Đôn nói với Dương Giám cùng Vương Ứng rằng: “Ta mất rồi, Ứng hãy lên ngôi, trước lập triều đình, rồi mới lo việc chôn cất.” Khi xưa Đôn mới bệnh, mơ thấy chó trắng từ trên trời xuống cắn ông, lại thấy Điêu Hiệp cưỡi xe nhỏ theo sau, trợn mắt lệnh cho tả hữu bắt ông. Được ít lâu thì Đôn mất, hưởng thọ 59 tuổi. Ứng giấu không phát tang, lấy chiếu gói thây, bôi sáp bên ngoài, chôn ngay trong phòng, hằng ngày cùng bọn Gia Cát Dao buông thả tửu sắc.
Thẩm Sung từ Ngô Quận soái hơn vạn người đến, hội họp với bọn Hàm. Hàm lần nữa soái quân vượt sông Hoài, bị bọn Tô Tuấn đánh cho đại bại, Sung cũng đốt doanh mà lui. Sau đó Chu Quang chém Tiền Phượng, Ngô Nho chém Thẩm Sung, đều gởi đầu về kinh sư; cha con Vương Hàm bị Vương Thư dìm chết. Triều thần bàn rằng: “Vương Đôn nhờn trời gây nghịch, có lòng vô quân, nên dựa theo việc xưa của Thôi Trữ, Vương Tuấn, mở quan chém thây, để làm rõ cái ác đầu sỏ.” Vì thế thây của Đôn bị đào lên, áo mũ bị đốt, quỳ mà chịu hình. Đầu của Đôn, Sung bị treo cùng ngày ở cầu nổi Chu Tước (Nam Hàng hay Chu Tước Hàng), người trông thấy chẳng ai không chúc mừng. Nhưng về sau không ai dám nhận lại đầu của Đôn, thượng thư lệnh Si Giám tâu xin theo lối cũ của nhà Hán đối với Vương Mãng, Đổng Trác, cho phép người nhà đưa về; Minh đế đồng ý. Nhờ thế đầu của Đôn được gia đình đem về chôn cất.

## Dật sự – Điển cố

### Đánh trống chữa thẹn
Tấn Vũ đế từng triệu người hiền bàn luận về nghệ thuật, ai ai cũng có gì đó để nói, riêng Đôn chẳng biết nói gì, tỏ ra rất xấu hổ, cuối cùng tự nhận là mình biết nhạc Cổ xuy. Vũ đế bèn sai người đem trống đến cho Đôn; ông bèn xắn tay áo lên, ngồi xuống rồi nện dùi hăng hái, tạo ra âm tiết hài hòa, khí thế hào hùng, xem như bên cạnh không có người. Cử tọa đều khen Đôn hùng sảng.

### Bột giặt làm cơm
Vào lúc Đôn mới lấy công chúa, đi nhà xí, thấy trong nhà xí có một cái hòm sơn đen chứa đầy Kiền tảo (táo Tàu), không biết táo ấy được dùng để bịt mũi, thò tay mà bốc ăn sạch. Đôn ra khỏi nhà xí, tỳ nữ nâng Kim táo bàn (chậu vàng) chứa đầy nước và Lưu ly oản (chén lưu ly) chứa đầy Táo đậu , ông ngỡ là lương khô, đem Táo đậu trút cả vào chậu nước rồi uống cạn; bọn tỳ nữ đều bưng miệng mà cười. Ngày nay, Táo đậu vi phạn (澡豆为饭, tạm dịch: bột giặt làm cơm) là thành ngữ chế giễu người quê mùa và thiếu hiểu biết.

### Mặt không đổi sắc
Thạch Sùng ưa khoe khoang xa xỉ, ở nhà xí luôn sắp xếp hơn 10 tỳ nữ, đều có nhan sắc, bày phấn Giáp tiên , nhựa Trầm hương, không gì chẳng đầy đủ. Khách vào nhà xí, sẽ được mỹ nhân giúp cởi áo cũ, khi trở ra lại được giúp vận áo mới. Người ta đều xấu hổ vì thoát y, nhưng Đôn cho dù là cởi áo hay vận áo, đều không chút thẹn thùng. Bọn tỳ nữ nói với nhau rằng: “Khách này ắt có thể làm giặc.” 
Bấy giờ Thạch Sùng, Vương Khải đua nhau xa xỉ, Khải từng mở tiệc, Đôn và em họ Vương Đạo tham dự; có nữ kỹ thổi địch sai sót một chút, Khải bèn giết chết cô ấy, khiến cả bữa tiệc đều đổi sắc mặt, riêng Đôn vẫn thản nhiên. Ngày khác, Đôn và Đạo lại đến dự tiệc của Khải, Khải sai mỹ nhân mời rượu, nếu khách không cạn chén thì giết người mời rượu. Đến lượt Đôn, ông không chịu uống, mỹ nhân sợ đến tái mặt, mà ông vẫn ngạo nghễ ngồi yên. Vương Đạo vốn không thể uống, nhưng sợ liên lụy người mời rượu, nên gượng uống cho xong; Đạo về, than rằng: “Xử Trọng ra đời, với lòng dạ cứng rắn và tàn nhẫn, sẽ không có kết cục tốt vậy!”  Thuyết khác cho biết Đôn và Đạo dự tiệc của Thạch Sùng, Sùng đã chém 3 người mời rượu mà Đôn vẫn thản nhiên, thấy Đạo miễn cưỡng mà uống, đến mức say mềm, thì nói: “Họ tự giết người nhà của họ, can gì đến mày!?”

### Cửa sau bỏ thiếp
Đôn từng phóng túng sắc dục, khiến sức khỏe sa sút; tả hữu can ngăn, ông nói: “Ta không nhận ra đấy, việc này rất dễ thôi!” Đôn bèn mở cửa sau, đem bọn tỳ thiếp vài mươi người thả đi, khiến người đời cảm thán.

### E sợ Tổ Địch
Đôn mới lập công ở Giang Tả, bắt đầu manh nha dã tâm, muốn xuôi dòng xuống kinh đô hòng sắp xếp triều đình theo ý mình, trước sai tham quân thông báo với triều đình, sau giả chiếu chỉ công bố các nơi. Bấy giờ Tổ Địch đang giữ Thọ Xuân, trợn mắt quát mắng sứ giả: “Mày nói với A Hắc,  sao dám không khiêm tốn! Mau mau quay về, bảo hắn nhanh chóng sửa đổi, bằng không ta đem 3000 binh, đâm sóc vào chân hắn mà treo lên.” Đôn nghe được thì thôi. Sau khi Tổ Địch mất, Đôn mới bộc lộ rõ rệt dã tâm của mình; đến khi Chu Phóng mất, Đôn không còn e dè gì nữa, dấy binh tiến xuống kinh đô.

### Đánh mẻ ống nhổ
Đôn bất mãn triều đình, mỗi lần say rượu, liền vịnh bài ca Nhạc phủ Bộ xuất hạ môn hành (步出夏门行) của Tào Tháo: “Lão Ký phục lịch, chí tại thiên lý. Liệt sĩ mộ niên, tráng tâm bất dĩ.” (Tạm dịch: (Ngựa) Ký già về chuồng, chí ở ngàn dặm. Liệt sĩ luống tuổi, ý hăng không thôi.”) rồi dùng Như ý đập vào ống nhổ (thóa hồ) , khiến bên hông cái ống sứt mẻ hết cả. Ngày nay thành ngữ Kích khuyết thóa hồ (tạm dịch: đánh mẻ ống nhổ) được dùng để hình dung sự tán thưởng cao độ dành cho một tác phẩm nghệ thuật.

## Đánh giá
Sử cũ cho biết Đôn có tài trù hoạch chỉ huy, cách xa ngàn dặm vẫn không chế tình hình, nhưng đối với bộ hạ gây rối thì ông lại không thể chỉnh đốn.
Phòng Huyền Linh nhận xét: buổi đầu Lang Gia trấn Kiến Nghiệp, long đức còn ngầm, nhưng điềm Đương bích – Ưng đồ  chưa rõ, công lớn lợi dày chưa trùm khắp lê dân. Vương Đôn từng làm quan trong triều, uy danh đủ nổi, nhìn khắp Hoài Hải , mong muốn hơn nữa, bèn nhấc đỡ con cá ra khỏi chỗ nước sâu, ước hẹn kết nghĩa kim lan , giúp rập vượt sông, phù tá trung hưng, kéo dài triều đại thêm 102 năm nữa, so sánh với sự nghiệp chia ba (ý nói Đông Ngô), công ấy cố nhiên không nhỏ vậy. Nhưng cậy công cao mà mưu trái lẽ, dựa thế mạnh mà quá kiêu căng. Hiềm khích khởi từ Điêu, Lưu, vạ nạn nên ở Tiền, Thẩm. Dấy binh địa phương, vây quân triều đình . Mắt ong đã lộ, tiếng sói lại vang, chuyên quyền việc nước, sát hại trung lương, còn muốn cướp đoạt ngôi vua, thay đổi triều đại . Nhờ tự quân (tức Minh đế) tài lược, ngôi Tấn còn dài, chư hầu tham gia, cận thần dốc sức , dùng nhân tài làm nhiều suy tính , diệt bọn hung ác, giữ được cơ nghiệp, làm trong sạch vận nước vậy! 
Ngu Thế Nam nhận xét: Tấn từ khi dời đô Giang Tả, cường thần lấn quyền, bó tay ngoảnh về nam, chánh lệnh không do mình. Vương Đôn nhờ dòng họ vững chãi, chiếm khu vực thượng lưu, cậy tài giữ đất, nảy ra ý muốn Vấn đỉnh, chẳng có sự mạnh mẽ của Minh đế, lòng trung thành của Vương Đạo, thì ngôi Tấn đã chuyển sang họ khác rồi.